# Le streghe (film 1967)
Le streghe è un film collettivo del 1967 prodotto da Dino De Laurentiis diviso in cinque episodi, diretti da altrettanti registi, che vedono protagonista Silvana Mangano, presente in tutti e cinque i segmenti.

## Trama
Cinque episodi distinti, tutti con protagonista Silvana Mangano, moglie di Dino De Laurentiis, produttore del film. I titoli di testa sono animati e disegnati da Pino Zac.

### Episodio #01: "La strega bruciata viva", regia di Luchino Visconti
- musica di: Piero Piccioni

Una sera una famosa attrice arriva in una località invernale austriaca per trascorrere la serata insieme ad alcuni amici, che non si rivelano però tali: giungono ad approfittare di un malore di lei per toglierle il trucco ed osservare compiaciuti le piccole imperfezioni della diva. Dopo aver scoperto di essere incinta ed avere litigato per telefono col marito, la donna riparte il giorno successivo più turbata di prima, ma nascosta e splendida come una diva per i fotografi.

### Episodio #02: "Senso civico", regia di Mauro Bolognini
- musica di: Piero Piccioni

L'episodio più breve, ambientato nella Roma degli anni sessanta. Sordi è un uomo ferito e la Mangano lo aiuta ad andare al pronto soccorso, ma in realtà è solo una scusa per avere la strada sgombra.

### Episodio #03: "La Terra vista dalla Luna", regia di Pier Paolo Pasolini
- musica di: Ennio Morricone

L'episodio è tratto dal racconto di Pasolini mai pubblicato Il buro e la bura. In un cimitero di periferia Ciancicato Miao e suo figlio Baciù (entrambi dai capelli inverosimilmente color rame), che vivono in un imprecisato futuro, piangono la morte della moglie-madre Crisantema, morta per indigestione di funghi avvelenati. Appena terminata la lamentazione funebre i due, constatato che Ciancicato ha ancora "qualche cartuccia da sparare", decidono di intraprendere un viaggio alla ricerca della Donna, madre e moglie che diventi la nuova anima femminile della loro catapecchia, in un paesaggio da bidonville, in cui passano di tanto in tanto due turisti stranieri vestiti da safari.
I due esaminano tutte le donne che incontrano, ma incappano prima in una vedova isterica che li caccia a ombrellate, poi in una prostituta, e infine in un manichino (convinti che quella fosse la bellezza perfetta); i due sono disperati finché non si imbattono in una bellissima donna dai capelli verdi davanti all'altarino di un santo. La donna appare ai Miao come una dea, ma scoprono dopo vari tentativi di comunicarci, che è sordomuta, quindi si rivolgono alla donna (che si scopre chiamarsi Assurdina Caì) con gesti, chiedendola in matrimonio, che si celebra in tutta fretta in una chiesetta da un prete annoiato. Indi padre e figlio la conducono a casa loro, una baracca piena d'ogni cianfrusaglia, compreso un nano cinese che vende cravatte: ma Assurdina, con gesti accelerati come in un film muto, la trasforma in una bicocca graziosa e accogliente. Ma i due vogliono di più, una casa più grande. Quindi convincono Assurdina a simulare un tentativo di suicidio dal Colosseo, minacciando di buttarsi se la società non le darà una mano: sotto il monumento si raccoglie una folla (tra cui dei complici) che iniziano a raccogliere una colletta - incitati dai due Miao - e il trucco pare funzionare.
Se non che la coppia di turisti abbarbicata sopra il Colosseo getta una buccia di banana su cui Assurdina scivola, cadendo nel vuoto. I Miao sono disperati e nuovamente soli. Ma quando stremati dal dolore tornano a casa, i due ritrovano Assurdina vestita da sposa, serenamente intenta ad attenderli. Ciancicato e Baciù fuggono terrorizzati, poi si fanno coraggio e prendono ad interrogare l'apparizione. Constatato che Assurdina, sebbene morta può comunque cucinare, lavare i panni, fare i bisogni e andare a letto con Ciancicato, i due Miao gioiscono entusiasti. L'episodio termina con un cartello, che indica: "Morale: essere morti o essere vivi è la stessa cosa".

### Episodio #04: "La siciliana", regia di Franco Rossi
- musica di: Piero Piccioni

Anche questo episodio è un frammento velocissimo come quello diretto da Bolognini. Gli stereotipi del sud tra tragedia ed onore vista con occhi ironici e quasi spietati. Un materiale drammatico e delicato, tra gelosie, tradimenti e vendette, trattato in modo leggero, quasi irrispettoso. E del tutto fulminante nella sua essenzialità.

### Episodio #05: "Una sera come le altre", regia di Vittorio De Sica
- musica di: Piero Piccioni

De Sica propone una moglie stanca e annoiata e una crisi "normale" di un rapporto di coppia oramai sempre uguale a sé stesso. Interessante l'Eastwood pistolero senza molte cartucce da sparare, accanto a una moglie annoiata e stanca di lui.

## Distribuzione
Il film fu distribuito il 22 febbraio 1967.

## Riconoscimenti
- David di Donatello 1967
  - Migliore attrice protagonista (Silvana Mangano)